# K̇
Cette page contient des caractères spéciaux ou non latins. S’ils s’affichent mal (▯, ?, etc.), consultez la page d’aide Unicode.
K̇ (minuscule : k̇), appelé K point suscrit, est une lettre additionnelle latine utilisée dans l’écriture du hopi. Elle est aussi utilisée dans certaines romanisations ALA-LC[Lesquelles ?] ou la romanisation ISO 259.
Il s’agit de la lettre K diacritée d’un point suscrit.

## Utilisation
Dans la romanisation ISO 259 de l’hébreu de 1984, et sa révision ISO 259-2 de 1994, ‹ k̇ › est utilisé pour translittérer le kaf dagesh ‹ כּ ›.

## Représentations informatiques
Le K point suscrit peut être représente avec les caractères Unicode suivants :
- décomposé (latin de base, diacritiques) :

| formes    | représentations | chaînes de caractères | points de code | descriptions                                        |
| --------- | --------------- | --------------------- | -------------- | --------------------------------------------------- |
| capitale  | K̇               | K◌̇                    | U+004B U+0307  | lettre majuscule latine k diacritique point en chef |
| minuscule | k̇               | k◌̇                    | U+006B U+0307  | lettre minuscule latine k diacritique point en chef |

## Sources
- (en) « Hopi written with Latin script », sur ScriptSource (consulté le 11 juin 2020)
- (sw) Mohamed Karama, « Ufungamanisho wa Fonolojiya Othografiya na Teknolojiya katika Kukiyand̪ika Upya Kiswahili Sanifu; Kujiokowa na Kuokowa Mustakabali wa Lahaja-Dadaze », Jarida La Afrika Mashariki La Masomo Ya Kiswahili, vol. 5, no 1,‎ 2022, p. 259-272 (DOI 10.37284/jammk.5.1.803)